# Temporada 1981-82 de los San Diego Clippers
La temporada 1981-82 fue la cuarta de los San Diego Clippers en la NBA, tras moverse desde Búfalo (Nueva York), donde disputaron ocho temporadas con la denominación de los Buffalo Braves. La temporada regular acabó con 17 victorias y 65 derrotas, el segundo peor registro de toda la liga, ocupando el duodécimo puesto de la conferencia Oeste, no logrando clasificarse para los playoffs.

## Elecciones en elDraft
| Ronda | Puesto | Jugador      | Posición  | Nacionalidad   | Universidad |
| ----- | ------ | ------------ | --------- | -------------- | ----------- |
| 1     | 8      | Tom Chambers | Ala-Pívot | Estados Unidos | Utah        |
| 3     | 54     | Jim Smith    | Ala-Pívot | Estados Unidos | Ohio State  |

## Temporada regular
| División Pacífico      | División Pacífico | División Pacífico | División Pacífico | División Pacífico | División Pacífico | División Pacífico | División Pacífico | División Pacífico |
| Equipo                 | G                 | P                 | %                 | PD                | Casa              | Fuera             | Div               |                   |
| ---------------------- | ----------------- | ----------------- | ----------------- | ----------------- | ----------------- | ----------------- | ----------------- | ----------------- |
| y-Los Angeles Lakers   | 57                | 25                | .695              | –                 | 30–11             | 27–14             | 21–9              |                   |
| x-Seattle SuperSonics  | 52                | 30                | .634              | 5.0               | 31–10             | 21–20             | 18–12             |                   |
| x-Phoenix Suns         | 46                | 36                | .561              | 11.0              | 31–10             | 15–26             | 14–16             |                   |
| Golden State Warriors  | 45                | 37                | .549              | 12.0              | 28–13             | 17–24             | 15–15             |                   |
| Portland Trail Blazers | 42                | 40                | .512              | 15.0              | 27–14             | 15–26             | 15–15             |                   |
| San Diego Clippers     | 17                | 65                | .207              | 40.0              | 11–30             | 6–35              | 7–23              |                   |

## Estadísticas
| Rk | Jugador          | Edad | P  | PT | MP   | TC  | TCI  | %TC  | T3  | T3I | %T3   | TL  | TLI | %TL  | RO  | RD  | RT  | AS  | RB  | TAP | BP  | FP  | PTS  |
| -- | ---------------- | ---- | -- | -- | ---- | --- | ---- | ---- | --- | --- | ----- | --- | --- | ---- | --- | --- | --- | --- | --- | --- | --- | --- | ---- |
| 1  | Michael Brooks   | 23   | 82 | 73 | 33.5 | 6.5 | 13.0 | .504 | 0.0 | 0.1 | .000  | 2.5 | 3.3 | .757 | 2.5 | 5.1 | 7.6 | 2.9 | 1.4 | 0.5 | 2.4 | 3.5 | 15.6 |
| 2  | Tom Chambers     | 22   | 81 | 58 | 33.1 | 6.8 | 13.0 | .525 | 0.0 | 0.0 | .000  | 3.5 | 5.7 | .620 | 2.6 | 4.3 | 6.9 | 1.8 | 0.7 | 0.6 | 2.7 | 4.2 | 17.2 |
| 3  | Brian Taylor     | 30   | 41 | 40 | 31.1 | 4.0 | 8.0  | .503 | 0.6 | 1.5 | .365  | 2.2 | 2.7 | .818 | 0.6 | 1.7 | 2.3 | 5.6 | 1.1 | 0.2 | 2.0 | 2.8 | 10.8 |
| 4  | Jerome Whitehead | 25   | 72 | 63 | 30.8 | 5.6 | 10.1 | .559 | 0.0 | 0.0 |       | 2.6 | 3.3 | .763 | 3.2 | 6.0 | 9.2 | 1.4 | 0.7 | 0.6 | 2.0 | 4.0 | 13.8 |
| 5  | Phil Smith       | 29   | 48 | 39 | 30.1 | 5.3 | 12.0 | .440 | 0.1 | 0.5 | .208  | 2.6 | 3.5 | .732 | 0.7 | 1.7 | 2.4 | 4.9 | 0.9 | 0.4 | 2.4 | 3.1 | 13.2 |
| 6  | Charlie Criss    | 33   | 28 | 20 | 30.0 | 4.9 | 10.3 | .479 | 0.3 | 0.8 | .381  | 2.7 | 3.1 | .884 | 0.3 | 1.3 | 1.6 | 4.0 | 0.8 | 0.1 | 1.9 | 2.0 | 12.9 |
| 7  | Swen Nater       | 32   | 21 | 7  | 27.4 | 4.8 | 8.3  | .577 | 0.0 | 0.0 | 1.000 | 2.8 | 3.8 | .747 | 2.2 | 7.0 | 9.1 | 1.4 | 0.3 | 0.4 | 2.3 | 3.0 | 12.5 |
| 8  | Joe Bryant       | 27   | 75 | 49 | 26.5 | 4.5 | 9.3  | .486 | 0.1 | 0.4 | .267  | 2.6 | 3.3 | .785 | 1.1 | 2.6 | 3.7 | 2.5 | 1.0 | 0.4 | 2.4 | 3.3 | 11.8 |
| 9  | Armond Hill      | 28   | 19 | 14 | 25.3 | 1.8 | 4.7  | .382 | 0.0 | 0.1 | .000  | 1.2 | 1.7 | .688 | 0.3 | 1.1 | 1.4 | 4.3 | 0.8 | 0.2 | 2.7 | 2.7 | 4.7  |
| 10 | Al Wood          | 23   | 29 | 5  | 23.9 | 4.9 | 9.5  | .518 | 0.1 | 0.6 | .167  | 2.5 | 3.1 | .802 | 1.0 | 2.1 | 3.1 | 1.6 | 0.8 | 0.3 | 2.1 | 2.6 | 12.5 |
| 11 | Freeman Williams | 25   | 37 | 10 | 21.8 | 6.3 | 13.9 | .456 | 0.6 | 2.0 | .324  | 3.2 | 3.8 | .843 | 0.6 | 0.8 | 1.4 | 1.8 | 0.6 | 0.0 | 2.4 | 2.3 | 16.5 |
| 12 | Michael Wiley    | 24   | 61 | 1  | 16.6 | 3.3 | 5.9  | .565 | 0.0 | 0.1 | .000  | 1.6 | 2.3 | .695 | 1.1 | 1.9 | 3.0 | 0.9 | 0.7 | 0.3 | 1.2 | 2.1 | 8.3  |
| 13 | Jim Brogan       | 23   | 63 | 19 | 16.3 | 2.6 | 5.8  | .453 | 0.1 | 0.5 | .281  | 1.0 | 1.3 | .726 | 1.0 | 0.9 | 1.9 | 2.5 | 0.8 | 0.2 | 1.3 | 2.0 | 6.3  |
| 14 | John Douglas     | 25   | 64 | 9  | 16.1 | 2.8 | 6.1  | .465 | 0.3 | 0.9 | .305  | 1.0 | 1.6 | .657 | 0.4 | 1.0 | 1.4 | 2.3 | 0.8 | 0.1 | 1.4 | 2.3 | 7.0  |
| 15 | Jim Smith        | 23   | 72 | 3  | 11.9 | 1.2 | 2.3  | .509 | 0.0 | 0.0 |       | 0.5 | 1.2 | .459 | 1.0 | 1.5 | 2.5 | 0.6 | 0.3 | 0.7 | 0.7 | 2.6 | 2.9  |
| 16 | Ron Davis        | 27   | 7  | 0  | 9.6  | 1.4 | 3.6  | .400 | 0.0 | 0.0 |       | 0.4 | 0.9 | .500 | 1.0 | 0.9 | 1.9 | 0.6 | 0.0 | 0.0 | 0.7 | 1.1 | 3.3  |
| 17 | Rock Lee         | 26   | 2  | 0  | 5.0  | 0.5 | 1.0  | .500 | 0.0 | 0.0 |       | 0.0 | 2.0 | .000 | 0.0 | 0.5 | 0.5 | 1.0 | 0.0 | 0.0 | 0.0 | 1.5 | 1.0  |